# 尼日利亚第二共和国
尼日利亚第二共和国（英語：Second Nigerian Republic）是尼日利亚历史上一个短暂存在的政府，其前身为推翻尼日利亚第一共和国后成立的军政府。

## 背景
1966年，随着尼日利亚军队推翻尼日利亚第一共和国政府，西部地区陷入了竞争激烈的选举和政治动荡中。军政府随即颁布法律建立统一的政府形式。六个月后，尼日利亚发生政变，内战旋即爆发，军政府陷入与比夫拉军的交战中。就在战前，军政府在发生政变的四个地区建立了12个新的州份。1970年政府军获胜后，尼日利亚开始了一段由石油产量增加和油价上涨推动的经济繁荣时期。1976年，随着各小州的建立，国家的治理结构进一步瓦解，州的总数达到了19个。

## 成立
1976年，尼日利亚国家元首穆尔塔拉·拉马特·穆罕默德将军遇刺后，他的继任者奥卢塞贡·奥巴桑乔将军于1979年启动了结束军事统治的过渡进程。他起草了一部新宪法，规定国家采取美国式总统制，取代原第一共和国采用的西敏制政府体系。新宪法规定，政党和内阁职位必须反映国家的“联邦性质”——政党必须在至少三分之二的州注册，每个州至少产生一名内阁成员。
1977年，制宪议会由选举产生，并起草了新宪法。1978年9月21日，政府解禁政治活动，并公布新宪法。1979年，五个政党参加了一系列选举，尼日利亚国家党的谢胡·沙加里当选总统。奥巴桑乔将权力和平移交给沙加里，成为尼日利亚历史上第一位自愿下台的国家元首。参选的五个政党都赢得了国民议会的代表权。1979年10月1日，沙加里宣誓就任尼日利亚联邦共和国第一任总统兼总司令。军方仔细规划了恢复文官统治的计划，制定了措施，确保政党得到比第一共和国时期更广泛的支持。然而即使如此，新的政权也存在不确定性：就像第一共和国一样，政府领导人可能无法正确执政，导致军人将其推翻并重新掌权。1983年8月，沙加里和尼日利亚国家党在选举中以压倒性胜利再次掌权，在国民议会中获得多数席位，控制着12个州的政府。但此次选举受到包括暴力、操纵投票和选举舞弊等多项指控，因而围绕其结果发生了法律斗争。

## 引用
1. 1 2  Ugorji, Basil. . Outskirts Press. 2012: 183  [2021-08-18]. ISBN 9781432788353. （原始内容存档于2022-04-29）.
2. ↑   (PDF): 21. （原始内容 (PDF)存档于2006-12-09）.
3. ↑  Oshungade, I. O.  (PDF). 1995 Directory of Nigerian Statisticians. 1995, 2: 58. （原始内容 (PDF)存档于27 February 2013）.
4. 1 2 3  Bridget, Broom. . Financial Times (London). August 29, 1978.
5. ↑  Falola, Toyin, and Julius Omozuanvbo Ihonvbere. The Rise and Fall of Nigeria's Second Republic, 1979-1983. London: Zed Books, 1985